# Trichogramma mirum
Trichogramma mirum är en stekelart som beskrevs av Girault 1922. Trichogramma mirum ingår i släktet Trichogramma och familjen hårstrimsteklar. Inga underarter finns listade i Catalogue of Life.